# Taqa
Koordinaten: 17° 2′ N, 54° 24′ O

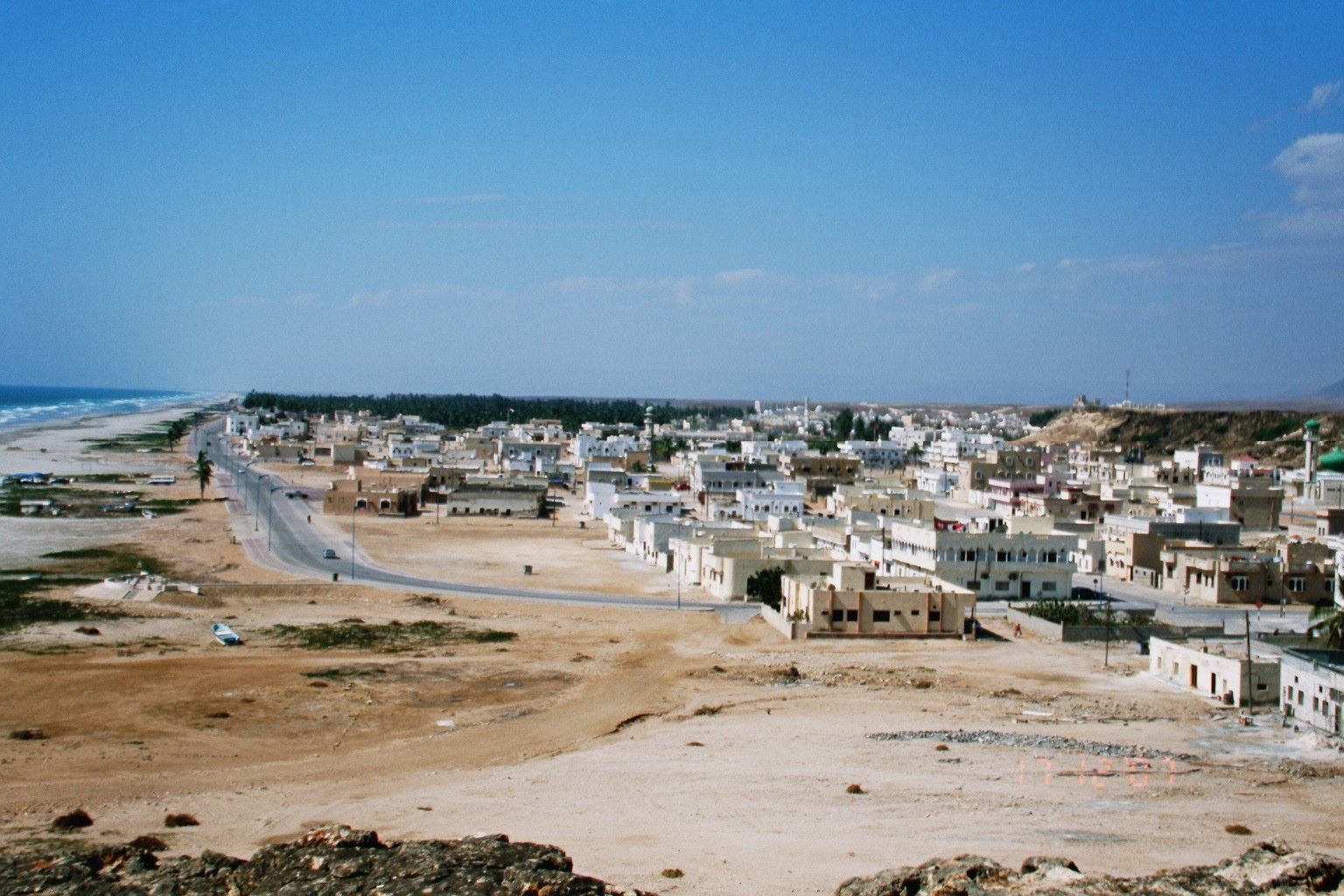
Ortsansicht Taqa: Küstenstraße

Taqa (arabisch طاقة, DMG Ṭāqa) ist eine Küstenstadt und ein Verwaltungsbezirk (Wilaya) im Gouvernement Dhofar im Südwesten des Sultanats Oman.

## Geschichte
Aus vorislamischer Zeit stehen noch die Ruinen des alten Taqa, das sich rund einen Kilometer westlich des heutigen Siedlungsgebietes befindet.

## Geographie/Lage/Verkehrsverbindungen
Der Ort Taqa liegt an der Hauptstraße Nr. 49, die von Salala nach Mirbat führt. Ca. 23 km östlich von Salala befindet sich der Ortseingang. Der Ort liegt direkt an einem weißen Sandstrand und wird von tausenden Kokospalmen und landwirtschaftlich genutzten Gärten gesäumt.
Das Wilaya Taqa liegt auf einem Küstenstreifen zwischen dem Wilaya Salala auf der westlichen und dem Wilaya Mirbat auf der östlichen Seite. Der Verwaltungsbezirk hat zwei Niyabate: Madinat al Hagq and Jibjat.

## Demographie
Die Bevölkerung im Verwaltungsbezirk Taqa wuchs lt. offiziellen Angaben in den Jahren von 2003 bis 2008 jährlich um durchschnittlich 3,2 %, wobei der CAGR des Inländeranteils um 2,2 % und der CAGR des Ausländeranteils weitaus stärker um 10,1 % anstieg. Die Zahlen im Einzelnen:
| Wilaya Taqa       | 2010   | 2009   | 2008   | 2007   | 2006   | 2005   | 2004   | 2003   |
| ----------------- | ------ | ------ | ------ | ------ | ------ | ------ | ------ | ------ |
| Gesamtbevölkerung | 18.218 | 21.778 | 20.409 | 19.730 | 18.917 | 18.439 | 17.856 | 17.458 |
| davon Inländer    | 15.579 | 17.724 | 17.262 | 16.851 | 16.486 | 16.103 | 15.729 | 15.511 |
| davon Ausländer   | 2.639  | 4.054  | 3.147  | 2.879  | 2.431  | 2.336  | 2.130  | 1.947  |
| Ausländerquote    | 14,5 % | 18,6 % | 15,4 % | 14,6 % | 12,9 % | 12,7 % | 11,9 % | 11,2 % |

## Wirtschaft
Haupteinkommensquelle der Dorfbewohner ist der Fischfang. Vor der Küste befinden sich reiche Fanggründe für die indische Ölsardine (Sardinella longiceps). Die sonnengetrockneten Fische dienen als proteinreiches Viehfutter. Zusätzlich werden Kokospalmen kultiviert und Gemüse angebaut. In den nahegelegenen Steinbrüchen wird der „Taqah stone“ (er besteht aus Sandstein und Muschelkalk) abgebaut, der als billiges Baumaterial für die ganze Region dient.

## Sehenswürdigkeiten

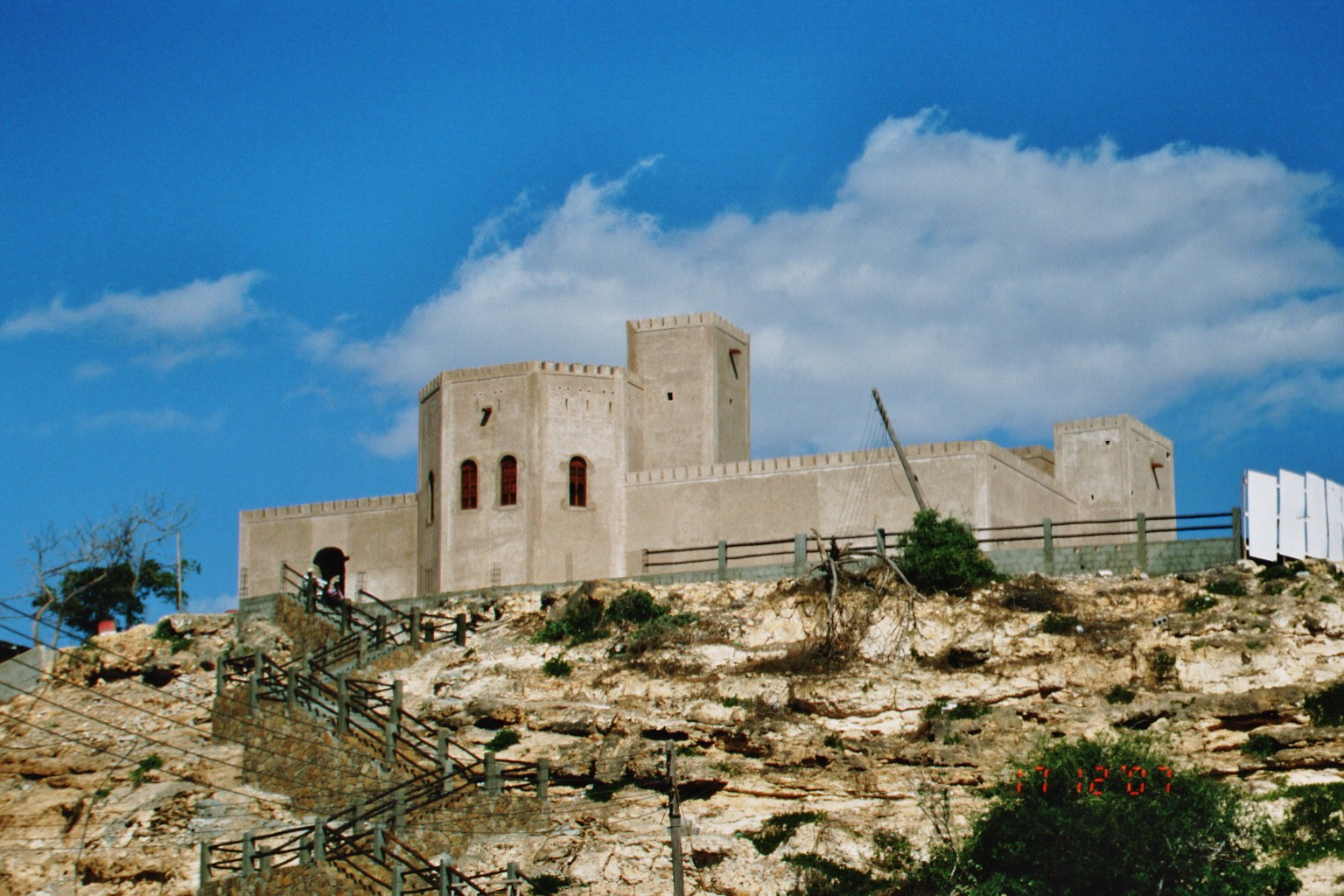
Taqa: Wehranlage oberhalb des Forts

- Ca. 2 km nach dem westlichen Ortseingang befindet sich eine Moschee, auf dessen Friedhof auch Mazun al-Maschani, die Mutter von Sultan Qabus, begraben liegt. Unter identischen Marmorgrabsteinen sind dort außerdem ein Onkel und ein Großvater des Sultans beerdigt.[7]
- In der Ortsmitte befindet sich das Taqa Fort, das aus einer etwas höher gelegenen Wehranlage und einem darunterliegenden Wohnsitz des Walis besteht. Die Gebäude sind ca. 250 Jahre alt.[6] Das Wohnhaus wurde 1994 nach einer vollständigen Restaurierung der Öffentlichkeit zugänglich gemacht. Die Wehranlage wurde renoviert und kann seit Dezember 2011 wieder besichtigt werden.
- In den Sommermonaten, zu Zeiten des Charif, lohnt ein Ausflug zum nahegelegenen Wasserfall des Wadi Darbat, der sich fast 100 m über die mächtigen Felsklippen in die Tiefe der Lagune Khor Rori stürzt. Die Lagune zählt zu einer der schönsten Buchten der Region.[8]
- Ca. 10 km östlich vom Ortseingang liegt die archäologische Ausgrabungsstätte Khor Rori (= das antiken Sumhuram), die besichtigt werden kann. Khor Rori wurde am 4. Juli 1988 in die Liste des UNESCO-Weltkulturerbes aufgenommen.[9]
- Ca. 10 km westlich von Taqa kann man von der Hauptstraße rechts nach Ain Hamran abbiegen. Eine Quelle inmitten von Schatten spendenden Kokospalmen lädt zum Rasten ein, das Gelände wird von Einheimischen gerne für Picknicks genutzt.[8]